# Maurus Kaufmann (Politiker)
Maurus Kaufmann (* 1990; heimatberechtigt in Zufikon) ist ein Schweizer Politiker (Grüne).

## Leben
Maurus Kaufmann studierte Elektrotechnik an der ETH Zürich. Er absolvierte eine Ausbildung zum Mittelschullehrer und unterrichtete bis 2017 Mathematik an der Kantonsschule Wettingen. Kaufmann ist als Dozent an der Höheren Fachschule Medizintechnik in Sarnen tätig. Er lebt in Seon.

## Politik
Nach dem Nachrücken von Irène Kälin in den Nationalrat rückte Maurus Kaufmann im November 2017 in den  Grossen Rat des Kantons Aargau nach. Aufgrund der Unvereinbarkeitsbestimmungen musste Kaufmann dafür seine Stelle als Lehrer an der Kantonsschule Wettingen kündigen. Er war 2018 Mitglied der Geschäftsprüfungskommission und ist seit 2018 Mitglied der Kommission Öffentliche Sicherheit.
Maurus Kaufmann ist Co-Präsident der Grünen Bezirk Lenzburg und war von 2012 bis 2015 Vorstandsmitglied der Jungen Grünen Aargau. Er ist Co-Präsident der Sektion Aargau des Verkehrs-Club der Schweiz.